# Théophile de Cesve
 (mai 2022).
Eugène Alexandre André Théophile de Cesve de Rosée, né à Givet le 1er mai 1803 et mort à Rosée (Florennes) le 20 janvier 1881, fut un maître de forges et un sénateur belge.

## Biographie
Théophile de Cesve est le fils d'Alexandre de Cesves et d'Henriette Launoy. Il a épousé Marie Joséphine Jeanne de Jacquier de Rosée (1805-1872), nièce d'Antoine Laurent de Jacquier de Rosée. Il est le père du sénateur Auguste de Cesve et le beau-père du sénateur Eugène van der Stegen de Schrieck. 
Il fut bourgmestre de Rosée (Florennes) de 1848 à 1854 et membre de la commission d'agriculture de la province de Namur de 1838 à 1839 et de 1851 à 1859. En 1852, il devint sénateur de l'arrondissement Philippeville et conserva ce mandat jusqu'en 1859. Il fut membre de la commission des Travaux publics de 1852 à 1857 et de la commission de la Justice de 1858 à 1859.
Il était également chevalier de l'ordre de Léopold et de la fleur de Lys. 
Propriétaire foncier et maître de forges, il vendit en 1855 à Frédéric de Montpellier, maître de forges à Annevoie, une forge située à Rouillon en bord de Meuse.

## Fonctions et mandats
- Membre du Sénat belge : 1852-1859